# Adoptionsnævnet
Adoptionsnævnet er et uafhængigt klage- og tilsynsorgan, der har følgende formål:
1. At behandle klager over afgørelser i forbindelse med godkendelse af vordende adoptanter eller af adoptiovbørn.
2. At føre tilsyn med adoptionsområdet.
3. At indsamle, bearbejde og formidle viden om adoptionsområdet.
4. At bringe danske børn i forslag til anonym adoption til godkendte ansøgere.
5. At godkende børnelæger, der skal rådgive adoptionsansøgere, der har fået bragt et barn i forslag fra udlandet.